# Tynedale
Tynedale fue un distrito no metropolitano del condado de Northumberland (Inglaterra).
Fue constituido el 1 de abril de 1974 bajo la Ley de Gobierno Local de 1972 como una fusión de los distritos urbanos de Hexham y Prudhoe y los distritos rurales de Bellingham, Haltwhistle y Hexham. El distrito fue abolido el 1 de abril de 2009 y su ayuntamiento disuelto tras entrar en vigor una serie de cambios estructurales en el gobierno local de Inglaterra, transfiriendo sus responsabilidades al ayuntamiento del condado.
Con 2206,34 km² de superficie, Tynedale era el distrito más grande de Northumberland y el segundo de toda Inglaterra por detrás de Yorkshire del Este. Según el censo de 2001, había 58 808 personas residiendo en Tynedale.